# Autels d'Alexandre le Grand

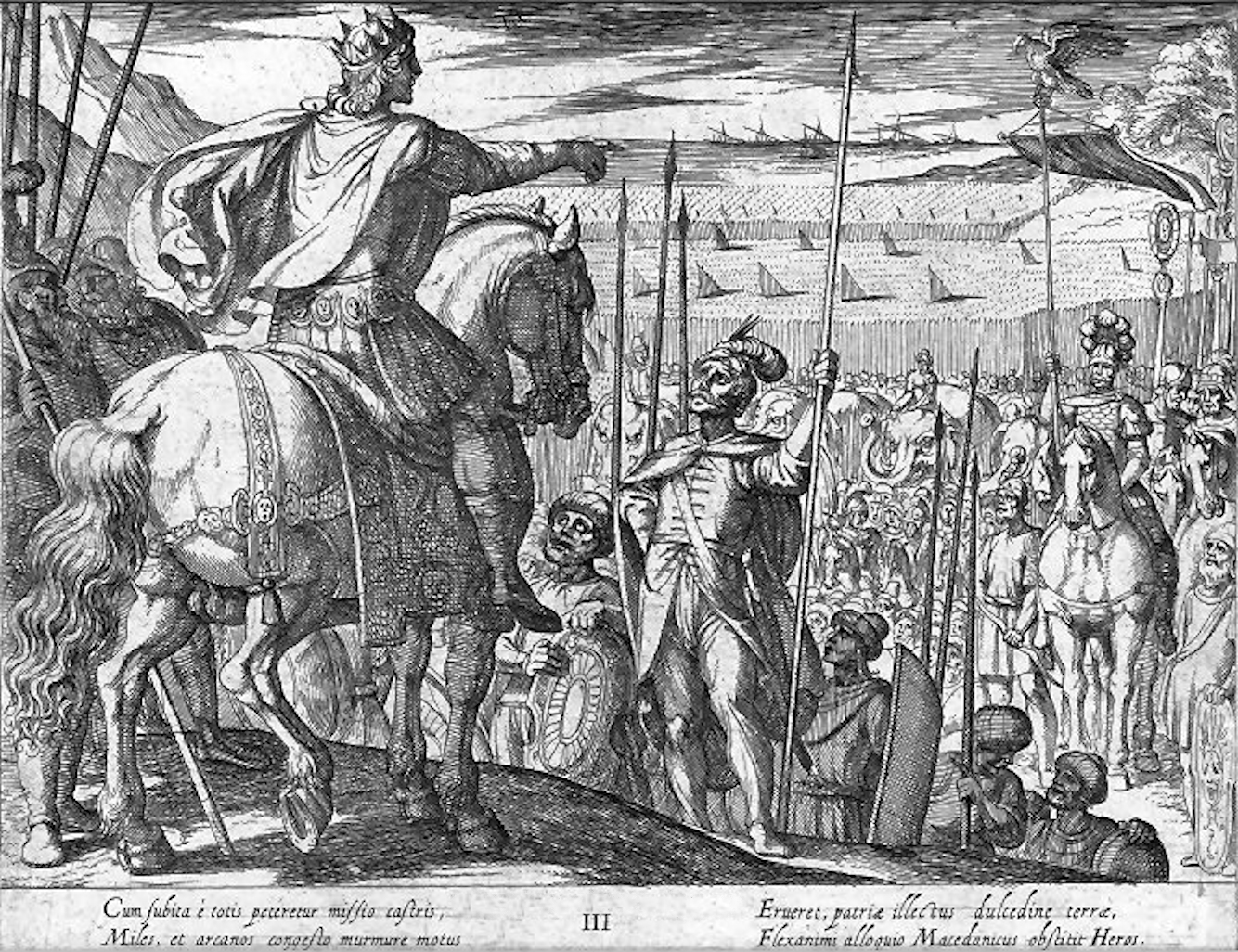
Les troupes d'Alexandre le Grand le supplient de rentrer en Grèce. Les autels sont visibles à l'arrière-plan. Gravure par Antonio Tempesta, 1608.

Les Autels d'Alexandre le Grand sont les douze monuments que, selon ses biographes antiques, Alexandre le Grand érige en 326 av. J.-C. sur les bords de la rivière Hyphase au Pendjab quand il est contraint  par son armée épuisée de stopper sa progression vers l'Orient. Ces douze autels monumentaux, dédiés aux dieux de l'Olympe, marquent l'avancée extrême de l'épopée d'Alexandre. Ils symbolisent depuis l'Antiquité l'extrémité de son empire, mais aussi un moment crucial où le roi doit renoncer à la poursuite de son ambition militaire à cause de l'opposition de ses soldats. En dépit des indications géographiques assez vagues dans les textes antiques, les autels ont été activement recherchés par des explorateurs, principalement britanniques, au XIXe siècle. Leur emplacement a donné lieu à de nombreuses recherches et discussions entre historiens et géographes, mais les autels n'ont jamais été retrouvés, peut-être ensevelis dans une région dont les rivières ont un régime de crues parfois dévastatrices.

## Description et contexte

### Sources antiques

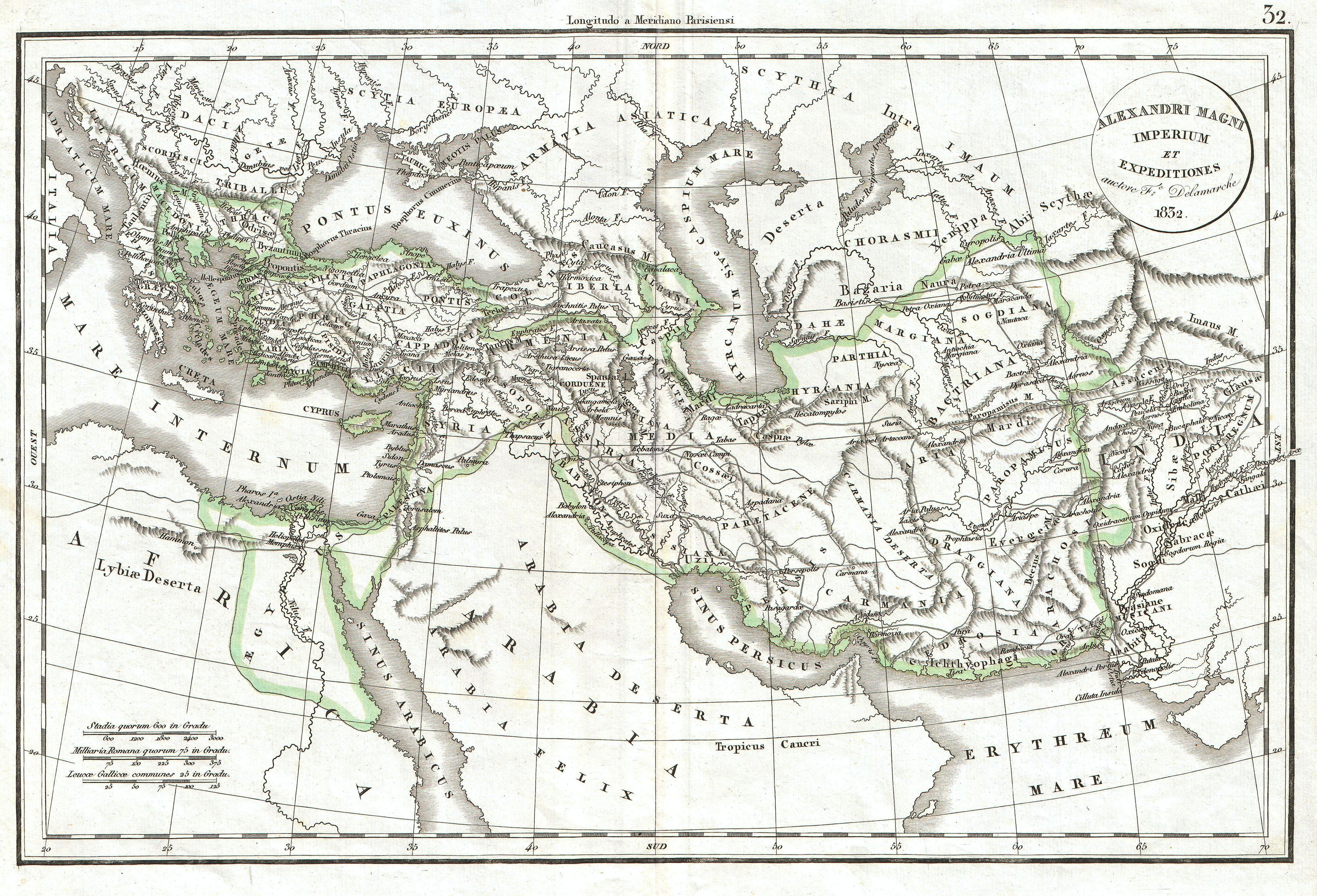
L'empire d'Alexandre le Grand, comprenant la localisation des autels (Alexandri Arœ). Carte de 1832.

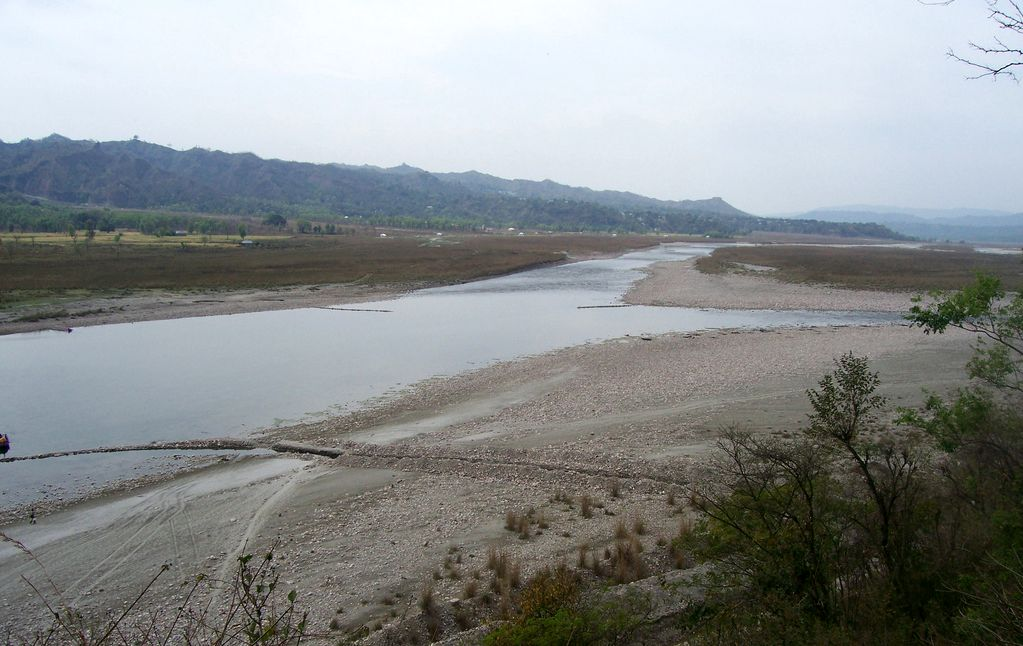
Le Beâs-Hyphase près de Jaisinghpur.

Les évènements sont relatés par les historiens habituels de l'épopée d'Alexandre : Arrien (considéré comme le plus fiable,), Quinte-Curce, Plutarque, Justin, Diodore de Sicile. Quelques éléments supplémentaires de la géographie de l'Inde sont issus de Strabon, Pline et Philostrate d'Athènes.

### Contexte historique: un moment crucial sur l'Hyphase
En septembre 326 av. J.-C., l'armée d'Alexandre arrive épuisée au bord de l'Hyphase (/Hydaspe / Vipasha / Béas / Bias). Débarquée en Asie depus plus de huit ans, elle a conquis l'immense empire perse, parcouru des milliers de kilomètres et livré plusieurs batailles. La dernière, deux mois plus tôt sur les rives de l'Hydaspe a été gagnée au prix de lourdes pertes, les soldats macédoniens ont été confrontés pour la première fois à un nombre important d'éléphants de guerre. Le moral des troupes est mauvais, d'autant que l'avancée vers l'est les mettrait en confrontation avec l'empire Nanda dont l'armée est bien plus importante que l'armée macédonienne.
Mais le caractère d'Alexandre ne s'embarrasse pas de ces considérations : il veut continuer toujours plus vers l'est. Voulant remonter le moral des soldats, il leur adresse une harangue mais le silence de la troupe montre leur opposition passive. Coénos, un général fidèle, prend alors la parole au nom des soldats et demande l'arrêt de l'avancée et le retour dans leur foyer pour profiter de la gloire et de leurs richesses accumulées. Les soldats acclamant ce discours, Alexandre rentre furieux dans sa tente et y reste trois jours sans sortir. Mais devant la détermination de l'armée, Alexandre consent finalement à accéder à leur demande, à arrêter son expédition militaire et à repartir vers l'ouest. 
Afin de marquer l'extrémité de son avancée, Alexandre fait alors construire douze autels monumentaux, et un camp dont il exige que la taille soit immense pour impressionner ses adversaires. Puis il ordonne de célébrer des jeux sur place. Finalement, l'armée repart vers l'Hydaspe où Alexandre fait construire une flotte de 1 000 navires sur laquelle il embarque début novembre 326 av. J.-C. avec une partie de son armée pour rejoindre l’Indus et l'océan Indien. Le temps passé sur les rives de l'Hyphase est donc assez court, n'excédant probablement pas un mois.
Le moment est évidemment crucial dans la vie et l'expédition d'Alexandre, où il doit pour la première fois renoncer à poursuivre son rêve,.

### Autres autels d'Alexandre
Dresser un autel pour marquer la limite d'un territoire est une ancienne coutume, que la tradition attribue déjà à Héraclès et Dionysos. Cicéron cite d'autres autels d'Alexandre, marquant l'emplacement de la bataille d'Issos, au pied du mont Amanus en Cilicie. Diodore raconte que peu après l'épisode des rives de l'Hypasis, Alexandre fit aussi dresser des autels en l'honneur de Thétis et d'Océan quand il arriva au bord de l'océan Indien, près de l'embouchure de l'Indus. Claude Ptolémée cite également des autels érigés par Alexandre en Sarmatie, près du Tanaïs et Pline dans le territoire des Sogdiens.

### Description des autels
Alexandre décide d'élever douze autels pour honorer les douze dieux de l'Olympe,. Arrien raconte qu'il sépare son armée en douze corps qui devront chacun s'occuper d'une construction,. Arrien insiste sur la grande taille des autels, chacun d'eux devant être « aussi élevé et plus étendu que les plus grandes tours ». Diodore précise que la circonférence d'un autel était de cinquante coudées, Si Quinte-Curce n'en donne pas la taille, il insiste sur la robustesse de la construction puisqu'il nous informe que les autels furent construits « en pierres carrées »,. Si l'on prend pour unité la coudée attique mesurant 0,44 m, la circonférence d'un autel est donc de 22 m, soit 5,5 m de côté pour un autel de base carrée et un diamètre de 7 m si on envisage une base circulaire.
Le terme autel en français est la traduction du grec bômós (en grec ancien : ϐωμός) utilisé par les historiens grecs, qui se rapporte à « toute plate-forme élevée et servant de base ou de support ». Il n'indique aucune précision de forme ou de taille. Louis Vivien de Saint-Martin postule que les autels ont une forme de pyramide mais cette affirmation ne semble étayée par aucune source. C'est pourtant sous une forme pyramidale qu'Antonio Tempesta dessine les autels sur une gravure de 1608.

### Le camp gigantesque et les jeux
Les historiens d'Alexandre (sauf Arrien) racontent également qu'au même endroit, il fait bâtir un camp d'une dimension inhabituelle. Si Justin (qui ne parle pas des autels) évoque simplement un camp plus grand qu'à l'accoutumée,, d'autres auteurs se montrent plus précis mais aussi plus surprenants : Quinte-Curce parle de lits dont les dimensions excéderaient la taille humaine, quant à Diodore, il évoque une taille du camp triplée par rapport aux camps ordinaires, des lits de 5 coudées (environ 2,2 m) et une taille des équipements doublée. Le tout devant donner l'impression que les conquérants grecs sont plus grands que nature, à la hauteur de leurs exploits extraordinaires.
Arrien indique qu'une fois le travail achevé, Alexandre ordonne sur place des sacrifices selon le rite grec, avec des jeux gymniques et équestres. Puis toute l'armée regagne les rives de l'Hydaspe, sous une pluie continuelle d'après Strabon.

### Après le départ d'Alexandre
Plutarque signale qu'à son époque les autels sont toujours honorés par les « rois des Prasiens » qui « passent tous les ans le Gange, pour aller y faire des sacrifices à la manière des Grecs ». Des historiens ont proposé que ces rois des Prasiens soient Chandragupta Maurya et ses successeurs Maurya,,.
Dans son histoire très romancée de la vie d'Apollonius de Tyane, Philostrate d'Athènes décrit qu'Apollonius, arrivant sur les bords de l'Hyphase plus de 350 ans après Alexandre, rencontre à 30 stades du fleuve (environ 5,5 km) les autels sur lesquels il peut encore lire des inscriptions dédiées aux Dieux. Une autre stèle d'airain est gravée d'une inscription signalant « Ici Alexandre s'arrêta ». Philostrate suggère que la stèle d'airain a été posée par les Indiens, fiers qu'Alexandre ne se soit pas avancé plus loin. La Souda cite même le texte affiché : « Moi, le roi Alexandre, j'ai pénétré jusque-là. » L'histoire est séduisante, malheureusement, la fiabilité de l'œuvre de Philostrate d'Athènes est connue comme très faible, et la majorité des auteurs ne retiennent pas cette information.

## Localisation et recherches modernes

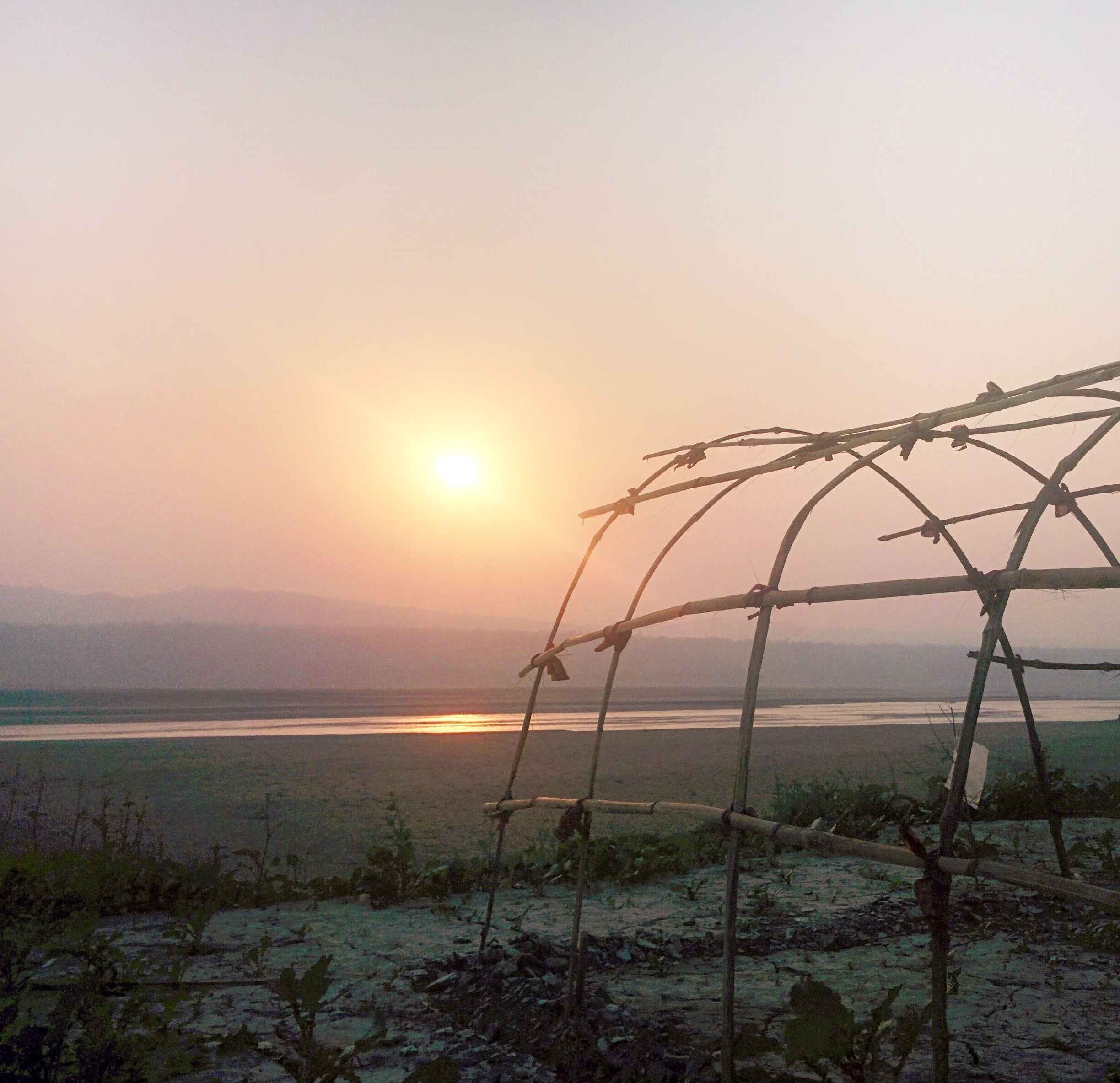
Le Beâs, près de Dehra Gopipur

La localisation et la découverte d'éventuelles ruines des autels d'Alexandre ont été l'occasion de beaucoup de discussions et de recherches, principalement de la part de savants et d'explorateurs anglais au XIXe siècle et au début du XXe siècle. Cet engouement est porté par l'avancée coloniale de l'empire britannique au Moyen-Orient et dans le sous-continent indien. C'est aussi l'époque des découvertes archéologiques majeures d'Égypte et de Mésopotamie.

### Localisation d'après les sources antiques
Les historiens et les géographes sont unanimes pour identifier l'antique rivière Hyphasys, transcrit en Hyphase ou parfois Hypase ou Bipasis, au Vipâsâ des anciens Indiens, appelée Beâs aujourd'hui,.
Mais la localisation précise des autels s'avère beaucoup plus délicate car les indications des historiens antiques restent vagues et parfois contradictoires. Quinte-Curce et Diodore de Sicile mentionnent la réticence de l'armée à traverser un cours d'eau bouillonnant et compliqué, ce qui semble impliquer que l'armée est restée sur la rive occidentale de la rivière. Pline au contraire insiste sur le fait qu'Alexandre a traversé l'Hyphase et a érigé les autels sur la rive opposée, et appuie ses affirmations sur les lettres mêmes du roi. Ces informations contraires ont été l'occasion de nombreuses discussions entre les historiens et géographes et laissent la porte ouverte à toutes les possibilités.
Une autre donnée cruciale pour la localisation des autels est la détermination de la route qu'a suivie Alexandre. Là aussi, les auteurs s'opposent entre ceux qui pensent qu'il resta au nord, au pied des contreforts de l'Himalaya (voire qu'il pénétra dans les premières collines) et d'autres qui soutiennent une route plus méridionale. L'identification de Sangala (la ville d'où arrive l'armée macédonienne) avec une cité moderne serait une indication précieuse, mais les certitudes manquent également.

### Variations du cours du Beâs
Le Beâs et les autres affluents de l'Indus qui descendent de l'Himalaya ont un régime très variable, avec de nombreuses ramifications, et changent volontiers de lit dans leur passage dans la plaine du Pendjab. Malgré leur taille, ils se comportent parfois comme des torrents de montagne. La topographie locale est donc très fluctuante et il est impossible de connaître avec certitude la position des rivières à l'époque d'Alexandre.
En 1834, Burnes a relevé une modification assez récente dans le cours du Beâs qui joignait auparavant le Sutlej 30 km plus bas, près de Ferozpur. Une violente crue en 1794 issue de la brutale libération d'une retenue d'eau a été identifiée comme l'origine de ce changement de cours. Il est probable que ces évènements soient fréquents dans la région,.

### Diverses propositions de localisation
Dès que la région a été rendue accessible aux explorateurs et géographes anglais, ceux-ci la cartographient et cherchent à trouver les autels. Leurs diverses propositions sont visualisables sur la carte OpenStreetMap ci-contre.

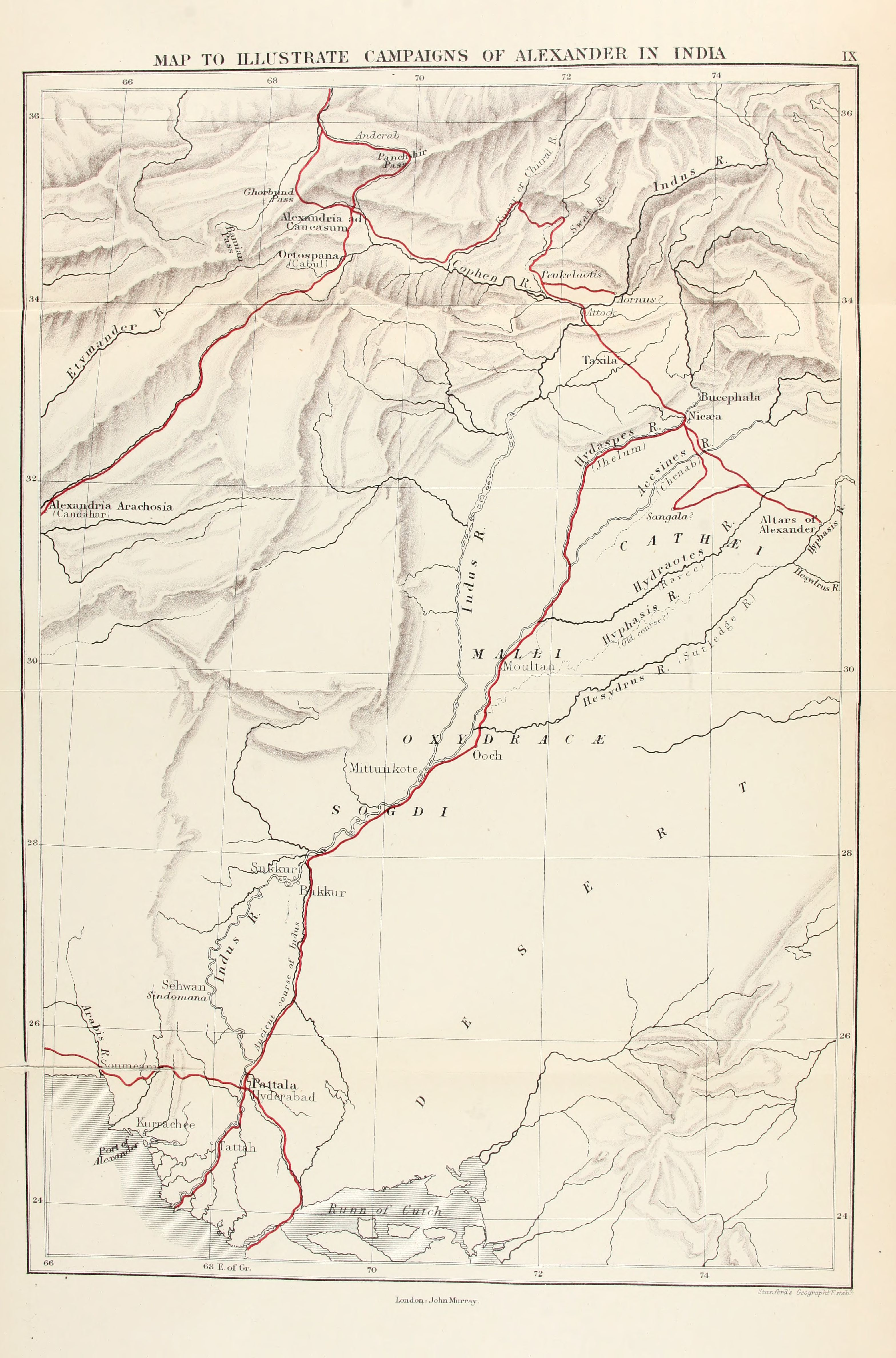
Carte de la marche d'Alexandre dans l'ouvrage d'Edward Bunbury, 1883.

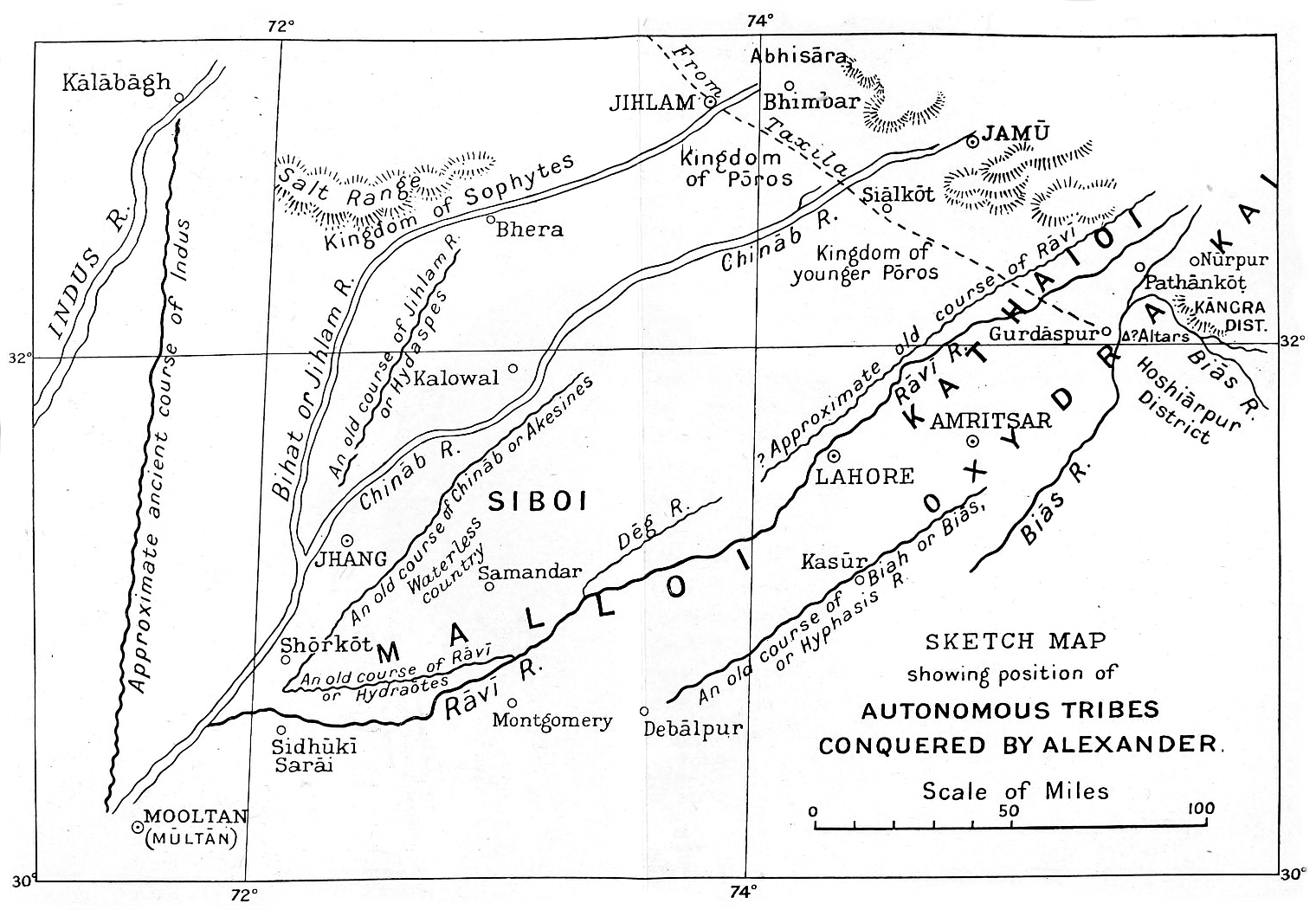
Carte des tribus indiennes du Pendjab au temps d'Alexandre, dans l'ouvrage de Vincent Smith en 1904.

- En 1800, le major anglais James Rennell propose de situer les autels « entre Govendal, et le confluent du Bejah et du Setlége , à Féroiepour »[31] (soit approximativement : 31° 13′ 28″ N, 75° 05′ 31″ E). Ne disposant pas de carte précise, il se trompe sur le lieu de confluence des deux rivières, mais étrangement, il le situe à Féroiepour (autrement dit Firozpur) qui est bien l'ancien lieu de cette confluence, ce que découvrira Alexander Burnes quelques années plus tard[36].
- En 1820, les Français Dufau et Guadet proposent également le site de Firozpur, sur la rive orientale du Beâs d'après les indications de Pline : (30° 57′ 52″ N, 74° 35′ 44″ E)[37]

- Dans sa recherche des autels vers 1825, Claude Martin Wade (en) découvre de vieilles structures faites de larges briques qu'il attribue à une époque pré-musulmane[38].
- Entre 1831 et 1833, Alexander Burnes parcourt la région pendant plusieurs jours à la recherche des autels. Il comprend que le cours du Beâs s'est modifié quelques années avant son passage et que ces modifications sont très fréquentes. À la confluence entre le Sutlej et le Beas, il découvre une ruine en briques, de petites dimensions, appelée Andreesa, dont le nom évoque du grec, mais l'édifice se révèle être d'époque musulmane[36]. Ne trouvant rien qui puisse évoquer des restes des autels, il postule que, si on les retrouve un jour, ils se trouveront en aval et sur la rive gauche de la rivière (coordonnées approximatives :  31° 05′ 17″ N, 74° 44′ 24″ E)[39]

- En 1820, William Moorcroft et George Trebeck (en) traversent les montagnes de l'Himachal Pradesh pour atteindre Leh au Ladakh. Sur leur chemin, ils s'arrêtent quelques jours à Mandi, sur les rives du Beâs, dans sa partie montagneuse et avant qu'il n'atteigne les plaines du Pendjab. Leur curiosité est éveillée quand ils entendent parler du Sekander Ghat, c'est-à-dire le défilé d'Alexandre, dans les collines à l'ouest de la ville. Explorant la région, ils découvrent quelques ruines d'un camp fortifié sur un petit plateau (31° 33′ 15″ N, 76° 48′ 49″ E), que la légende locale associe à Alexandre. Ne trouvant rien pour associer les ruines à une origine grecque, ils concluent prudemment qu'il peut s'agir d'une allusion à Sikandar Lodi, sultan de Delhi au début du XIXe siècle[40]. Quelques années plus tard, Godfrey Thomas Vigne (en), un autre explorateur anglais se trouvant à Mandi, retrouve le site décrit par Moorcroft mais il se montre moins prudent dans ses conclusions et affirme être convaincu que le site correspond bien à celui du camp d'Alexandre[41]. La situation du site, très avancée dans les montagnes, ne semble cependant pas correspondre à l'expédition d'Alexandre. Cette montagne d'Alexandre (Sekandar-ghiri) est pourtant le lieu encore retenu par le Français Louis Vivien de Saint-Martin en 1858[42].

- En 1834, l'historien prussien Johann Gustav Droysen propose de localiser les autels dans la région de Beyt-Jalindher[28], située entre les deux rivères (approximativement : 31° 09′ 07″ N, 75° 11′ 07″ E)[43].

- En 1841, Charles Barberet ose le premier donner des coordonnées géographiques aux autels (« vers 31° lat. N. et 72° 20' long. E ») , et situe le lieu à proximité de la ville de Firozpur (31° 00′ N, 74° 40′ E)[44].

- En 1842, l'explorateur anglais Charles Masson (en) propose une localisation beaucoup plus au sud, près de Pakpattan (30° 20′ 33″ N, 73° 24′ 36″ E), en supposant que le Beâs avait à cette époque un trajet très différent de celui d'aujourd'hui[45].

- En 1871, l'archéologue Alexander Cunningham reprend les données anciennes et récentes pour proposer que « l'emplacement des autels d'Alexandre doit être recherché le long de la ligne du cours actuel du Satlej, à quelques kilomètres au-dessous de Hari-ki-patan, et non loin du site connu de Sobraon, qui est à peine éloigné de cinq milles de plusieurs virages de l'ancien lit du Satlej » (31° 00′ 50″ N, 74° 34′ 01″ E)[34]. Il cite le lieu de la Bataille de Sobraon qui oppose le 10 février 1846 les forces britanniques de la Compagnie anglaise des Indes orientales aux Khālsā du royaume sikh du Pendjab et où les Sikhs ont été mis en déroute.

- En 1883, Edward Bunbury pense que la marche d'Alexandre est restée très proche du pied des reliefs[46] et que les autels sont à proximité de l'endroit où le Beâs sort des montagnes. Une carte dans son ouvrage positionne les autels près de la ville moderne de Bhaini (31° 35′ 16″ N, 75° 20′ 17″ E)[29]. Le même avis est suivi par McCrindle en 1896[47].

- En 1904, Vincent Arthur Smith propose une position des autels à proximité de Gurdaspur (32° 01′ 42″ N, 75° 35′ 18″ E) sur une carte détaillée accompagnant son ouvrage[48].

- En 1927, Aurel Stein parcourt le cours du Beâs sur plus de 100 km à la recherche des autels, depuis son confluent avec le Sutlej jusqu'au coude décrit en amont, quand, après avoir longé le pied des collines du district de Kangra, elle tourne au sud. Mais lui non plus ne trouve rien[49].

## Disparition des autels

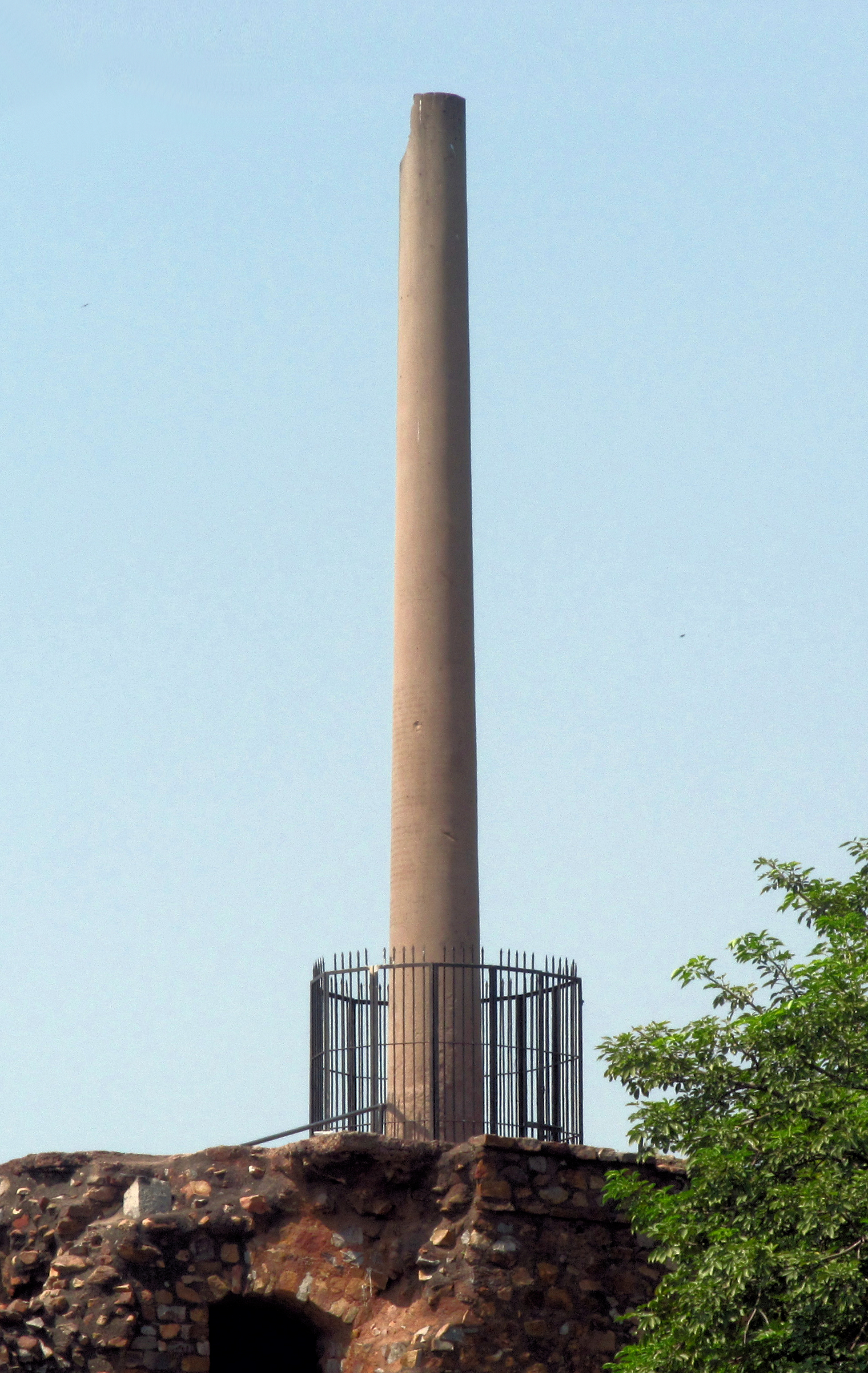
Le pilier d'Asoka de Delhi-Topra.

Le destin des autels d'Alexandre reste aujourd'hui une énigme. Le plus probable est que, depuis leur érection il y a plus de 2 300 ans, ils aient été emportés par une crue violente dont les cours d'eau de la région sont coutumiers,. Il est aussi à noter qu'aucun des autres autels d'Alexandre marquant ses conquêtes terrestres n'a été conservé : peut-être s'agissait-il de monuments modestes, ou mal conçus pour traverser les siècles.
Un auteur indien a proposé en 2006 qu'un des piliers d'Ashoka, celui de Tobra Kalan (en) ramené à Delhi par Fîrûz Shâh Tughlûq, appartienne à l'un des autels d'Alexandre. Outre qu'aucune preuve archéologique n'étaye cette proposition, l'imposant monolithe de 13 m de haut ne correspond pas à la description des autels, ni au temps assez court (un mois maximum) que les soldats ont eu pour les construire.

## Symbolique et évocation artistique
Les autels marquent l'extrémité géographique des conquêtes d'Alexandre mais aussi le moment crucial où le jeune monarque renonce, sous la pression de son armée, à ses rêves d'empire universel. C'est donc un moment ambigu où l'immensité de la conquête accomplie se mêle à la frustration de devoir s'arrêter sous la contrainte, ce qu'Alexandre vit probablement comme une trahison. D'autant qu'Alexandre est rapidement pris comme modèle par tous les conquérants ambitieux (Scipion, Pompée, Jules César, Marc Antoine et plus tard Napoléon Bonaparte) et qu'aucun chef d'armée ou d'État ne souhaite immortaliser la quasi-mutinerie victorieuse des troupes macédoniennes.
C'est aussi un moment d'éloquence et de rhétorique cher aux Grecs, au cours duquel Alexandre doit s'incliner face à son adversaire Coénos.

### Dans l'art pictural
Les représentations iconographiques du renoncement d'Alexandre sont assez rares :
- Une gravure d'Antonio Tempesta de 1608 montre le moment où les troupes d'Alexandre le Grand le supplient de rentrer en Grèce. Les autels de forme triangulaire sont visibles à l'arrière-plan ;
- Johann Elias Ridinger crée en 1723 une imposante gravure, Alexandre le grand sur les rives de l'Hyphase au Pendjab à l'automne 326[52], mais les autels n’y sont pas représentés.

### Dans la littérature
Ce « moment de l'Hyphase » est évoqué dans Les Nuits d'Orient de Joseph Méry, où les généraux de Napoléon qui se remémorent cet épisode pensent faire mieux que les généraux d'Alexandre : « Nous le suivrons, nous. »,.